# Teatro San Moisè
Teatro San Moisè byla operní scéna v Benátkách, působící v letech 1640–1818.

## Historie divadla
Divadlo nechala postavit rodina Giustiniani na prestižním místě v blízkosti svého paláce a kostela San Moisè na vstupu do Canal Grande. Otevřeno bylo v roce 1640 Monteverdiho operou (nyní ztracenou) L'Arianna. Jedním z prvních impresárií divadla byl libretista Giovanni Faustini.
Pokud jde o velikost, bylo jedním z nejmenších benátských divadel, ale brzy se stalo divadlem nejvyhledávanějším. V roce 1688 bylo rozšířeno na 800 sedadel. Divadlo oživil i impresário Francesco Santurini v roce 1674 tím, že snížil cenu vstupenek na polovinu a podnítil tak oblibu opery ve městě.
Na počátku 18. století divadlo uvádělo díla nejznámějších italských skladatelů té doby, jako byli Francesco Gasparini, Antonio Vivaldi a Tomaso Albinoni. Okolo roku 1740 se do Benátek dostala obliba komické opery a divadlo San Moisè se soustředilo na žánr opera buffa. Jeho representantem byl zejména Baldassare Galuppi s libretistou Carlo Goldonim. V sedmdesátých a osmdesátých letech 18. století byly převažující opery žánru dramma giocoso komponované na libreta Giovani Bertatiho. Psal je zejména skladatel Pasquale Anfossi, ale i další skladatelé.
Divadlo bylo uzavřeno roku 1818. Posledními úspěšnými představeními byla série komedií Gioacchina Rossiniho. Nějaký čas působilo v budově loutkové divadlo a později byla budova přestavěna a hrálo se zde pod názvem Teatro Minerva. Koncem 20. století se stalo součástí obchodního centra a bytových domů.

## Premiéry v divadle San Moisè (výběr)
- 1640: L'Arianna, hudba Claudio Monteverdi
- 1640: Il pastor regio, hudba Benedetto Ferrari
- 1641: La ninfa avara, hudba Benedetto Ferrari
- 1642: Amore innamorato, hudba Francesco Cavalli
- 1649: Euripo, hudba Francesco Cavalli
- 1666: Aureliano e Demetrio, hudba Carlo Pallavicino
- 1673: La costanza trionfante, hudba Gian Domenico Partenio
- 1675: Medea in Atene, hudba Antonio Giannettini
- 1716: La costanza trionfante degl'amori e de gl'odii, hudba Antonio Vivaldi
- 1717: Tieteberga, hudba Vivaldi
- 1718: Artabano, re dei Parti, hudba Vivaldi
- 1718: Armida al campo d'Egitto, hudba Vivaldi
- 1718: Gl'inganni per vendetta, hudba Vivaldi
- 1748: Bertoldo, Bertoldino e Cacasenno, hudba Vincenzo Legrenzio Ciampi
- 1757: Merope, hudba Florian Leopold Gassmann
- 1758: L'Issipile, hudba Florian Leopold Gassmann
- 1760: Filosofia ed amore, hudba Florian Leopold Gassmann
- 1765: L'amore in ballo, hudba Giovanni Paisiello
- 1766: Le serve rivali, hudba Tommaso Traetta
- 1773: L'innocente fortunata, hudba Giovanni Paisiello
- 1774: Le nozze in contrasto, hudba Giovanni Valentini
- 1775: La contadina incivilita, hudba Pasquale Anfossi
- 1775: Didone abbandonata, hudba Pasquale Anfossi
- 1775: L'avaro, hudba Pasquale Anfossi
- 1776: Le nozze disturbate, hudba Giovanni Paisiello
- 1777: Lo sposo disperato, hudba Pasquale Anfossi
- 1778: Ezio, hudba Pasquale Anfossi
- 1778: La forza delle donne, hudba Pasquale Anfossi
- 1779: Azor Re di Kibinga, hudba Pasquale Anfossi
- 1781: Gli amanti canuti, hudba Pasquale Anfossi
- 1781: Il trionfo di Arianna, hudba Pasquale Anfossi
- 1787: L'orfanella americana, hudba Pasquale Anfossi
- 1787: Don Giovanni Tenorio, hudba Giuseppe Gazzaniga
- 1797: L'intrigo della lettera, hudba Johann Simon Mayr
- 1801: Martino Carbonaro, hudba Giuseppe Gazzaniga
- 1802: Le metamorfosi di Pasquale, hudba Gaspare Spontini
- 1810: La cambiale di matrimonio, hudba Gioacchino Rossini
- 1811: L'equivoco stravagante, hudba Gioachino Rossini
- 1811: I tre mariti, hudba Giuseppe Mosca
- 1812: L'inganno felice, hudba Gioachino Rossini
- 1812: La scala di seta, hudba Gioachino Rossini
- 1812: L'occasione fa il ladro, hudba Gioachino Rossini
- 1813: Il signor Bruschino, hudba Gioachino Rossini
- 1815: Bettina vedova, hudba Giovanni Pacini